# Reichsabtei St. Maximin
Die Reichsabtei St. Maximin (Lat. Abbatia Sancti Maximini (um 1000) oder Imperialis et exempta abbatia Sancti Maximini (17. Jh.) u. ä.) war das größte und einflussreichste der vier früheren Benediktinerklöster in Trier und eines der ältesten Klöster Westeuropas. Erhalten sind von der Bausubstanz noch das Eingangsportal des Klosters und die Kirche aus dem 17. Jahrhundert, die heute als Sporthalle einer katholischen Privatschule und als Konzertraum genutzt wird.
Unter der Kirche ist für Gruppenführungen ein antikes Gräberfeld mit über 1000 Sarkophagen zugänglich.

## Geschichte

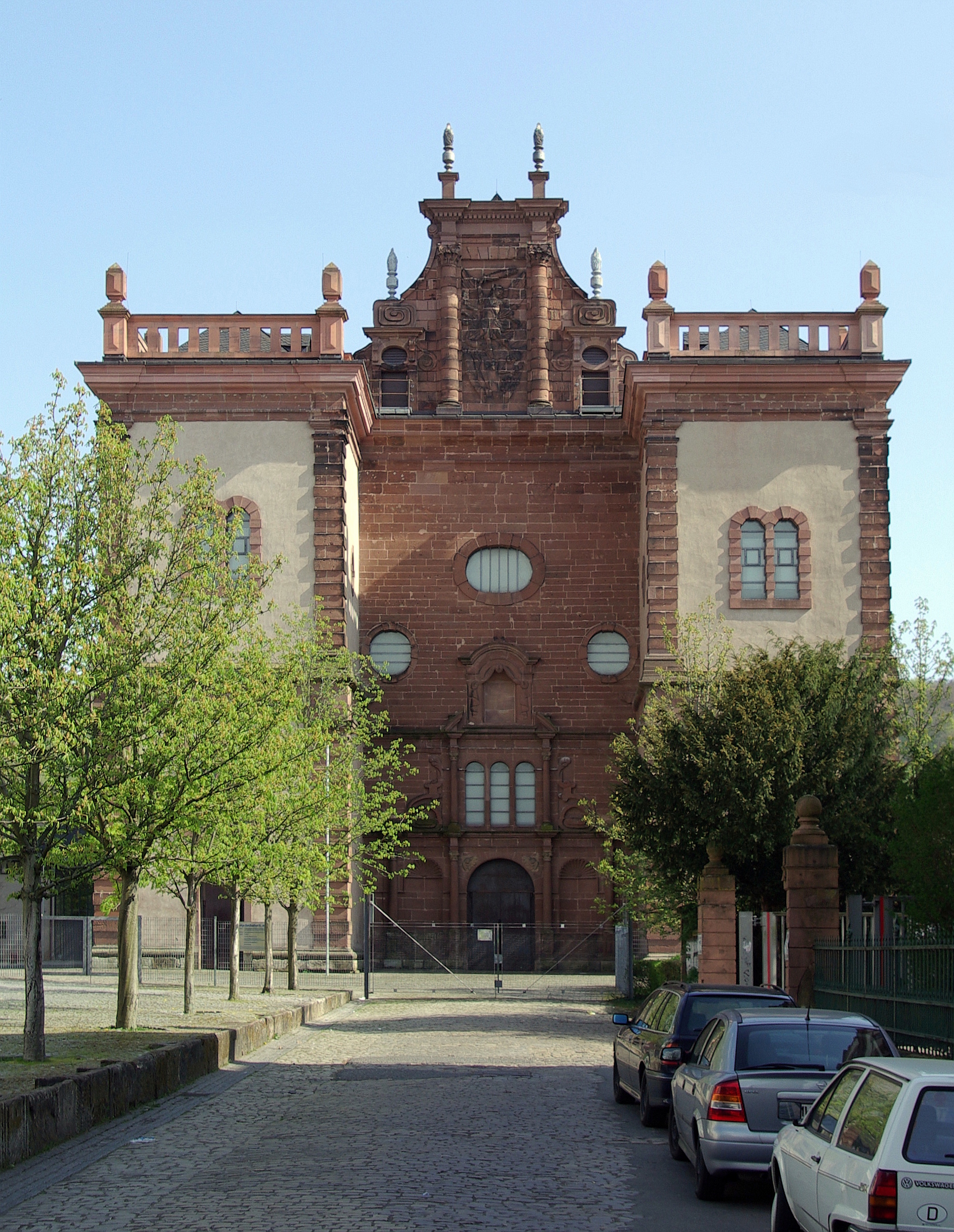
Westfront der Klosterkirche

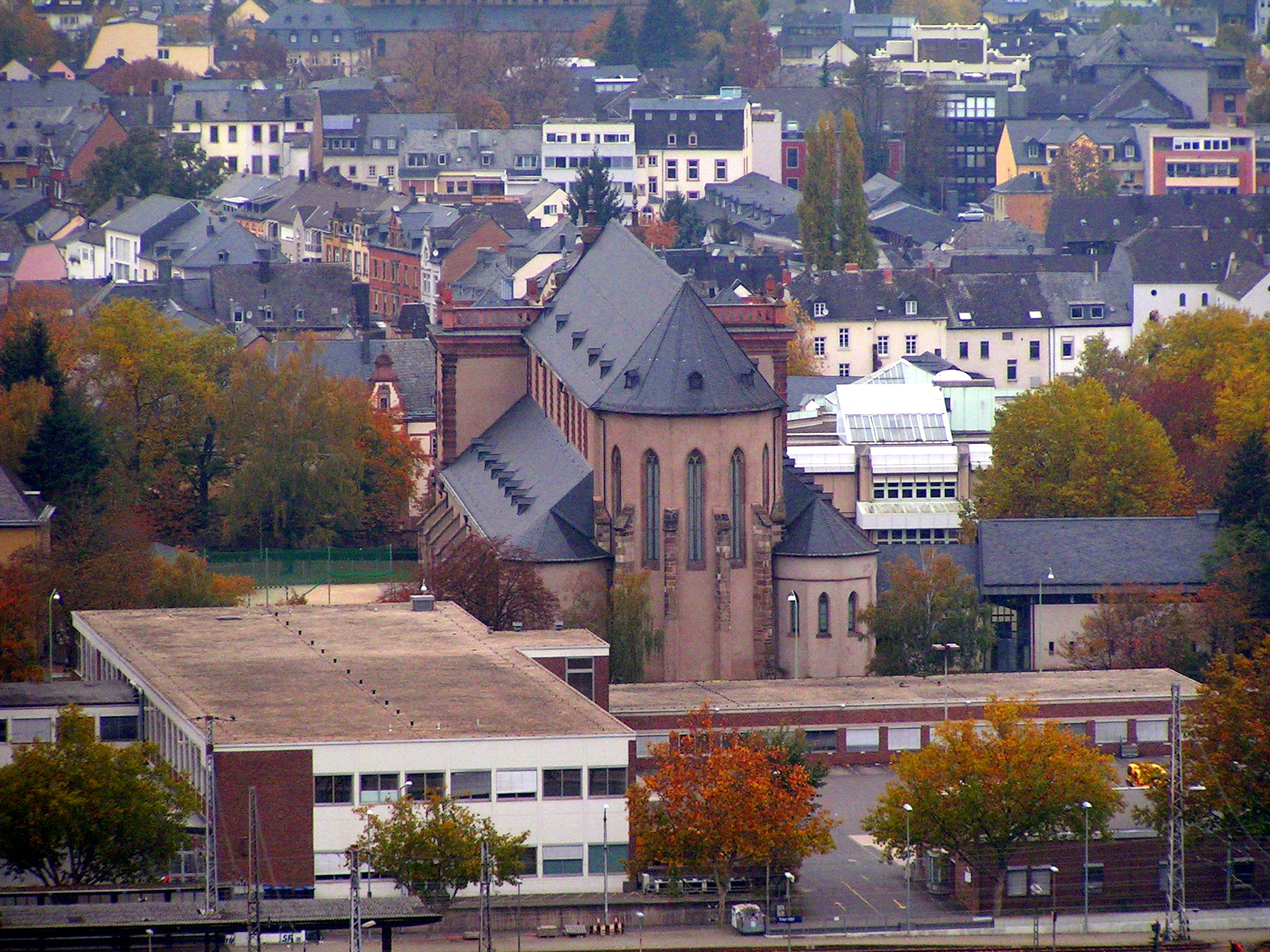
Kirche von 1684: Ansicht vom Petrisberg (Osten)

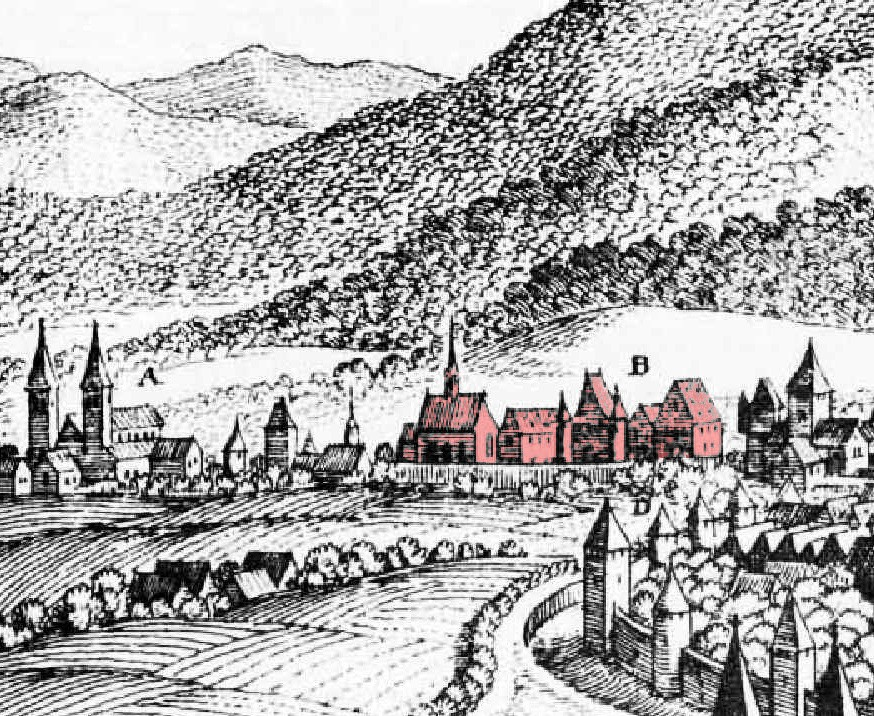
Abtei St. Maximin (Mitte) und St. Paulin (li.) vor der Stadtmauer (re. u.). Stich von 1646, wohl nach einer Ansicht von 1548 oder 1550

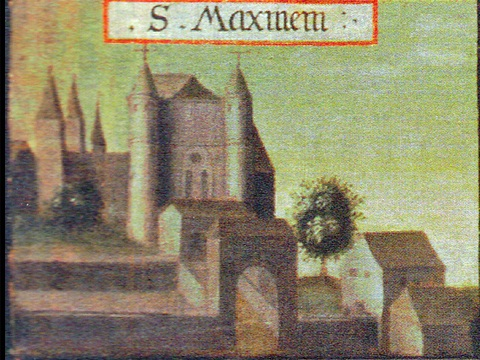
Abbildung von St. Maximin auf dem Trierer Gerichtsbild von 1589

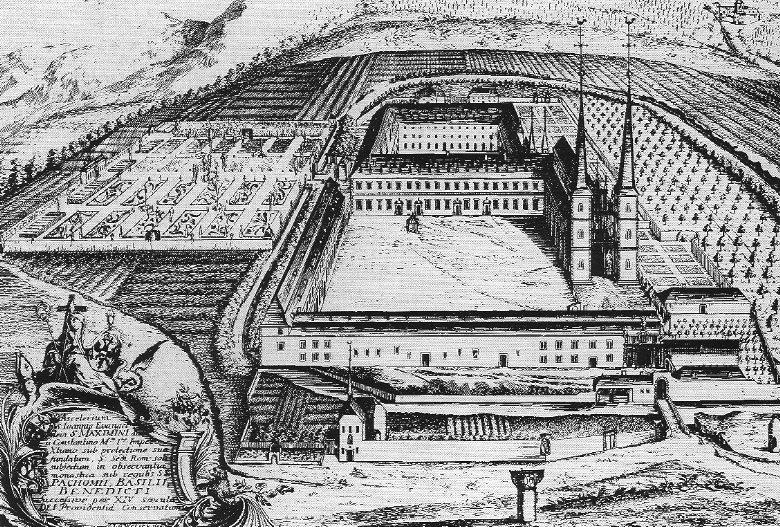
Stich der Abtei St. Maximin

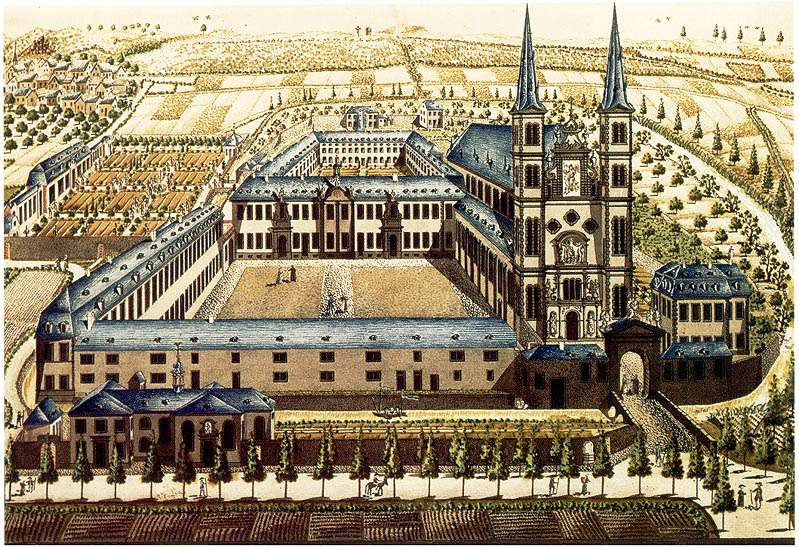
Die Benediktinerabtei im 18. Jahrhundert

### Bis zur Säkularisation
Das Kloster wurde der Legende nach durch den Bischof Maximin von Trier im 4. Jahrhundert gegründet. Nachdem Bischof Maximin während einer Reise von Konstantinopel nach Poitiers 346 gestorben war, wurden 353 durch seinen Nachfolger seine Gebeine nach Trier überführt. Die Klosterkirche war zunächst eine Johanneskirche und wurde später nach dem Gründer umbenannt.
Als gesichert gilt, dass im 4. Jahrhundert auf dem nördlichen Gräberfeld des römischen Trier (siehe Augusta Treverorum) ein christliches Grabgebäude erbaut wurde. An der Grabstätte wurde im 6. Jahrhundert eine Benediktinerabtei gegründet, die später zur Reichsabtei wurde.
Das Kloster wurde am 5. April 882 durch die Normannen zerstört. 899 zog sich Regino von Prüm, vorher Abt von Prüm, in das Kloster St. Maximin in Trier zurück. 909 wurde Eberhard von Franken Laienabt des Klosters. 937 wurde von St. Maximin aus das Mauritiuskloster in Magdeburg besiedelt. In den Jahren 942 bis 952 erfolgte unter Abt Hugo der Wiederaufbau der 933 eingestürzten alten Kirche.
Vom 10. bis Mitte des 12. Jahrhunderts waren die Grafen von Luxemburg Vögte der Abtei, unter anderen:
- Siegfried I. († 28. Oktober 998)
- Heinrich IV. (* 1112; † 14. August 1196 in Echternach)

Der Versuch Albero von Montreuils, die reichsunmittelbare Abtei St. Maximin unter seine Jurisdiktion zu beugen, misslang. 1140 gewährte der Papst den Mönchen eine Bestätigung ihrer Exemtion. Im 13. Jahrhundert erfolgte nach einem Brand der Wiederaufbau nach dem alten Grundriss.
Die Reichsunmittelbarkeit des Klosters war lange umstritten und wurde durch Kurtrier (das politische Herrschaftsgebiet des Erzbischofs von Trier) angefochten. 1669 unterwarfen sich Abt und Konvent endgültig unter Verzicht auf die Reichsunmittelbarkeit der kurtrierischen Landeshoheit.
Aufgrund der langen Auseinandersetzung über die Reichsunmittelbarkeit und der damit zusammenhängenden unklaren Herrschaftsrechte sind aus dieser Zeit viele Quellen „als konkrete Beweismittel für ausgeübte Herrschaftspraxis eher erhalten [geblieben] als in in [sic] Gebieten mit unbestrittenen Hoheits- und Gerichtsrechten.“ Davon hat etwa die Forschung über Hexenprozesse im Trierer Land profitiert: Aus St. Maximin liegen noch ca. 250 vollständige Prozessakten und mehrere Fragmente von Hexenprozessen sowie Listen über Besagungen (Anzeige anderer Hexen unter Folter) und Hinrichtungen vor, die für das Gebiet von St. Maximin eine zeitweilig „gut organisierte Hexenjagd“ belegen, wohingegen in Kurtrier fast alle Akten vernichtet worden sind.
1674 wurde das Kloster von französischen Truppen wiederum völlig zerstört. Unter Abt Alexander Henn wurde es in den Jahren 1680 bis 1684 vom Baumeister Hans N. Kuckeisen unter Erhalt gotischer Formen ein weiteres Mal neu aufgebaut. Der Aufbau wurde finanziert über Darlehen von Privatleuten. So ist zum Beispiel überliefert, dass Philipp Dictius-Dixen, Fährmann zu Schweich, 1674 dem Kloster St. Maximin 256 Reichstaler, später nochmals 200 Reichstaler, für den Wiederaufbau der Abteikirche lieh. Die Rückzahlung erfolgte erst 70 Jahre später an die Erben.
1794 brachte der Benediktiner Sanderad Müller historische Handschriften und Urkunden vor den herannahenden französischen Truppen auf der rechtsrheinischen Seite in Schutz.

### Äbte
| - Johannes monachus Antiochenus: 349 legendarisch - Memilianus: 634 (?) - Basinus: 726 (?) - Utilrad: 766 (?) - Uerinolf: Ende des 8. Jh. - Helysachar: um 815; † 836 - Graf Adalard oder Alard, Laienabt: 853, 855 - Waldo: 868, 879 - Erkenbert: † 887 - Megingaud, Graf im Mayenfeld, Laienabt: 887, 892 - König Zwentibold, Laienabt: 892; † 900 - König Conrad I., Laienabt: 906 - Eberhard, Herzog von Franken, Laienabt: 909 - Reginhar, Herzog von Lothringen, Laienabt: 912; † 915 oder 916 - Giselbert, Herzog von Lothringen, Laienabt: 916, 934 - Hugo oder Ogo: 934; † 948 - Willer oder Willihar: 953; † 957 (?) - Wiker: 959, 962; † 966 - Asolf: 966, 967 - Thiedfried: 967, 978 - Ogo: 987 - Folkmar oder Folmar: 990, 993 - Oferad oder Ofterad: 992, 1006 - Haricho: 1023 - Johann: 1033, 1036 - Bernhardus 1035–1037 - Poppo, auch Abt zu Stablo und Malmedy: 1026, 1049 - Theoderich: 1051, 1082 - Heinrich: 1084, 1100 - Folmai: 1101 - Berengoz: 1107, 1125 - Gerhard: 1129 (abgesetzt von Erzbischof Albero: 1140) - Siger: 1140, 1063 - Arnold: 1168 - Conrad: 1177, 1200 - Bartholomaeus: 1201, 1207 - Anselm: 1208, 1212 | - 1215–1231: Bartholomäus - 1234–1258: Heinrich - 1257–1284: Wildgraf Heinrich (Bruder des Erzbischofs Gerhard I. von Mainz) - 1304–1352: Diedrich II. von Braunshorn, resignierte, gest. 1358 - 1352–1367: Otto von Gennep - 1367–1411: Rorich von Eppelborn - 1411–1449: Lampert von Praunheim-Sachsenhausen (†) - 1449–1452: Johann von Forst - 1453–1482: Antonius Trubelius - 1482–1483: Dietrich (Theoderich) von Sehlem - 1483–1502: Otto von Elten - 1502–1514: Thomas von Heusden - 1514–1525: Vinzenz von Cochem - 1525–1548: Johannes III. Schienen von Zell - 1548–1556: Johann von Isenburg (Erzbischof und Kommendatarabt) - 1556–1568: Petrus Reck aus Luxemburg - 1568–1581: Matthias aus Saarburg - 1581–1613: Reiner Biewer aus Trier - 1613–1621: Nikolaus Hontheim aus Biewer, 1609 Koadjutor - 1621–1623: Peter von Freudenburg - 1623–1655: Johannes Agritius aus Reckingen - 1655–1679: Maximin Gülich aus St. Vith, 1654 Koadjutor - 1680–1698: Alexander Henn aus St. Vith - 1698–1719: Nicetius Andreae aus Reckingen - 1719–1731: Nikolaus Paccius aus Mayen - 1731–1738: Martin Bewer aus Monschau - 1738–1762: Willibrord Scheffer aus Luxemburg - 1762–1796: Willibrord Wittmann aus Trier - 1797–1802: Benedikt Kirchner aus Simmern, gest. 1813 |

### Historisches Eigentum der Abtei in der Umgebung
Zahlreiche Urkunden dokumentieren die Entwicklung der Besitzungen der Abtei in der Umgebung (in Klammern Ersterwähnung): Weimerskirch (723 von Karl Martell dem Kloster geschenkt), Kenn, Laubuseschbach, Münsterappel (alle 893 von Arnolf von Kärnten dem Kloster als Hofgut geschenkt), Guntersblum (897 von Zwentibold als Besitz des Klosters bestätigt), Mamer (960 dem Kloster geschenkt), Norheim (962 im Tausch), Tiefenthal (Rheinhessen) (1051), Uhler (1200; in der Urkunde der Reichsabtei als owilre erwähnt), Hosten (frühes 13. Jahrhundert), Burg Rittersdorf (1263 als Besitz der Abtei), Kretz (1273), Dankerath (1276).
Die Reichsabtei St. Maximin war seit frühester Zeit in Luxemburg (Stadt) begütert. Ihr Vogt, Graf Siegfried I., Gründer der Stadt und des Landes Luxemburg, erwarb 963 von ihr einen römischen Wachturm an der Kreuzung zweier Fernstraßen, den er zur Burg Lucilinburhuc ausbaute, welche die Keimzelle der heutigen Stadt ist. Auch nach Gründung von Stadt und Land blieb die Abtei mit einer Niederlassung dort präsent, dem sogenannten Refugium St. Maximin, das heute als Luxemburger Staatsministerium dient, nachdem es lange Zeit das Außenministerium beherbergte.

### Nutzung seit der Säkularisation

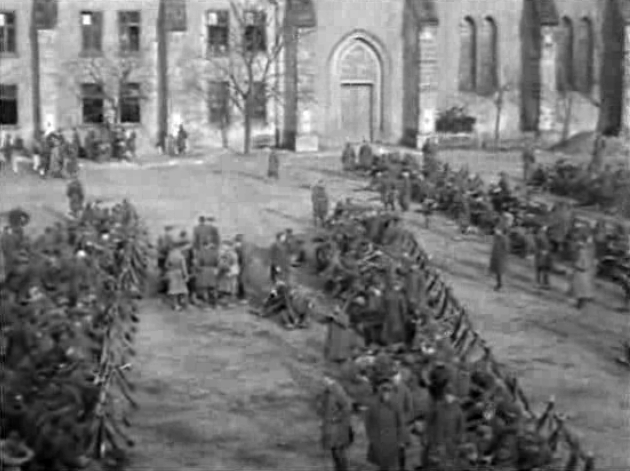
Truppen der 1. US-Infanteriedivision in der Maximin-Kaserne im November 1918.

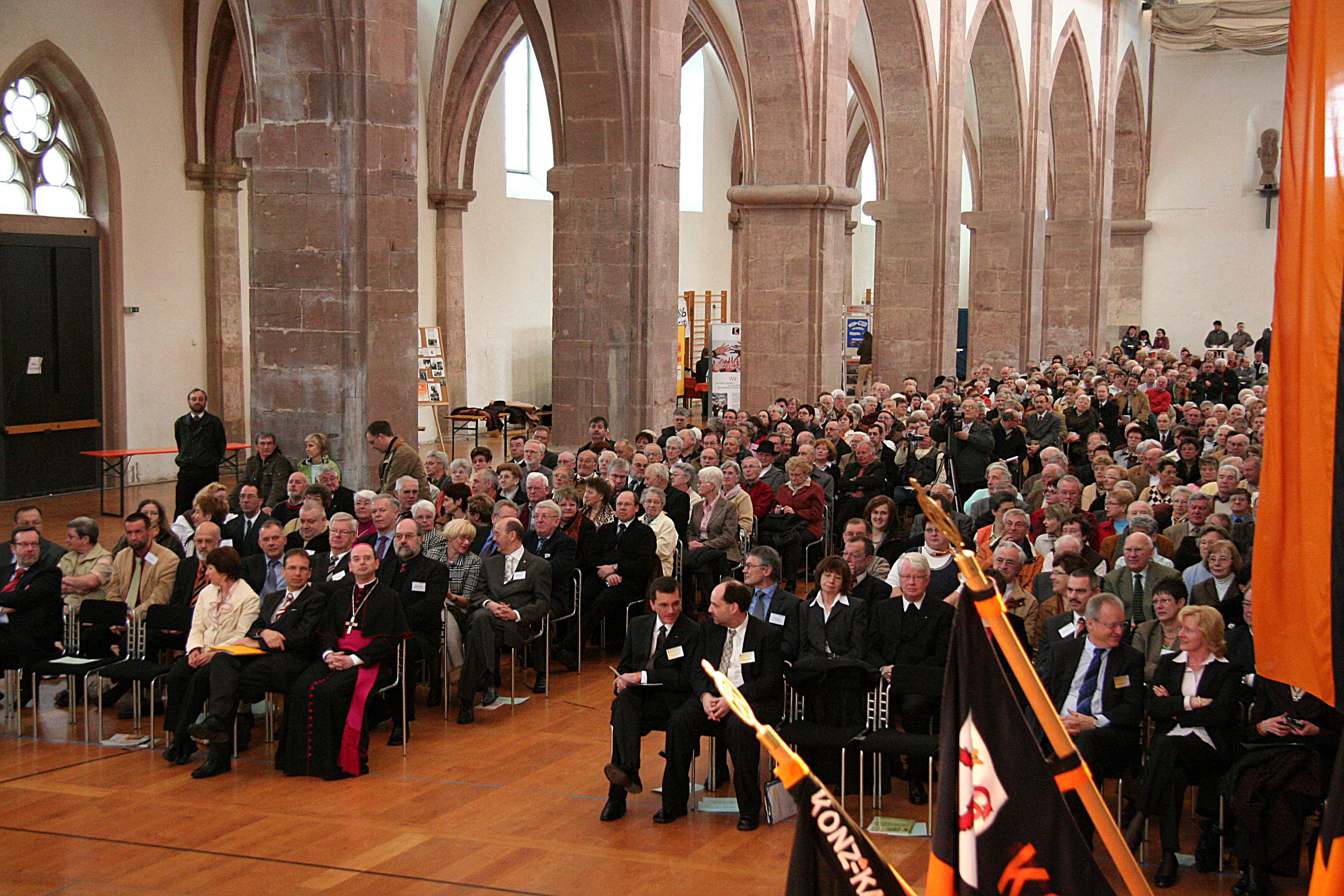
Festakt zur 150-Jahr-Feier des Kolpingwerks DV Trier in St. Maximin (2008)

Nach der Säkularisation des Klosters 1802 wurde der Bau umgestaltet und als Kaserne (Maximinkaserne), Garnisonkirche, Gefängnis und Schule genutzt. Zu diesem Zweck wurden in der Kirche Zwischenwände und -decken eingezogen, im östlichen Teil zur Einrichtung der Garnisonkirche aber bereits 1876 wieder entfernt. In dem als Garnisonkirche eingerichteten Teil baute man neugotische Fenster ein. Die oberen Geschosse der beiden Türme waren abgerissen und durch einfache Pyramidendächer ersetzt worden. Seit 1871 waren Teile des 7. Rheinischen Infanterie-Regiments Nr. 69 dort in Garnison, andere Teile lagen disloziert in der Agneten-, Goeben- und in der Palastkaserne. 1899 belegte das Triersche Feldartillerie-Regiment Nr. 44 einen Teil des Gebäudes. Anfang des 20. Jahrhunderts wurde der größte Teil der noch vorhandenen Klostergebäude abgerissen, die ehemalige Abteikirche blieb aber erhalten.
Nach der kurzzeitigen Belegung durch Einheiten des amerikanischen Expeditionskorps in Europa (American Expeditionary Forces, Europe), übernahmen die Franzosen 1919 die Kaserne und benannten sie um in „Quartier Verdun“. Das französische 41. Artillerie-Regiment (41 °Régiment d’artillerie de Champagne, 41° RAC) lag dort bis zum 31. Dezember 1928 in Garnison. Den östlichen Teil des ehemaligen Kirchenschiffes nutzten auch die Franzosen als Garnisonkirche. Im Zweiten Weltkrieg wurde das Gebäude kurzzeitig durch die Wehrmacht mit dem Infanterie-Regiment 125 belegt und der Rest der Abteibauten wurde in Folge von Bombenangriffen zerstört.
1953 wurde bei Ausschachtungen für das Trierer Versorgungsamt im Süden des Kirchbaus ein kleiner, rechteckiger Grabbau mit Apsis (11,7 × 4,7 Meter) entdeckt und vom Rheinischen Landesmuseum Trier freigelegt. An dem Gebäude konnten mehrere Bau- und Belegungsphasen aus römischer bis frühmittelalterlicher Zeit nachgewiesen werden. Ein Teil des Fundes konnte mit drei Sarkophagen im Keller des Versorgungsamtes konserviert werden.
Nach dem Ende der Nutzung als Schule und Wohngebäude wurde 1979 bis 1995 die in den Besitz des Bistums Trier übergegangene ehemalige Abteikirche St. Maximin von den Architekten Alois Peitz, Dieter Georg Baumewerd und Gottfried Böhm zu einer Turn- und Festhalle umgestaltet. Die späteren Einbauten wurden zunächst entfernt und Stahlkonstruktionen mit Netzen als bewegliche Raumteiler eingezogen, der ursprüngliche, nun wieder freigelegte Sakralraum in seinen Formen jedoch belassen. Die ursprünglichen Fenster des Kirchenschiffes rekonstruierte man zum größten Teil nach gefundenen Bruchstücken, die nach 1802 abgebrochenen Turmgeschosse wurden aber nicht wieder aufgebaut, die verbliebenen Turmgeschosse erhielten statt der Pyramidendächer umlaufende Balustraden. Der entstandene Konzertraum mit ca. 1200 Plätzen, in dem in unregelmäßigem Turnus Konzerte stattfinden, ist für seine hervorragende Akustik bekannt. Die Halle war außerdem bei schlechtem Wetter Ausweich-Spielort der von 1998 bis 2010 veranstalteten Antikenfestspiele. Die Umnutzung einer ehemaligen Kirche als Turn- und Mehrzweckhalle war seinerzeit nicht unumstritten, stellte jedoch den weiteren Erhalt des Baudenkmals sicher und machte den Innenraum wieder erlebbar, eine kirchliche Nutzung oder gar eine Wiederbesiedlung der ehemaligen Abtei waren dagegen nicht realistisch.
1983 zog die Kath. Konstantin Hauptschule Trier in die Gebäude neben der ehemaligen Abteikirche. 1996 wurde die Schule aufgrund des Standorts in Privatschule St. Maximin. Hauptschule in Trägerschaft des Bistums Trier umbenannt. Die Schule hat etwa 450 Schüler und bietet ein 10. Schuljahr zur Erlangung des qualifizierten Sekundarabschlusses an.
Seit mehreren Jahren kann das bei der Wiederherstellung der Kirche unter St. Maximin entdeckte Gräberfeld besichtigt werden: Über 1000, meist schlichte Sarkophage liegen hier, die ältesten stammen aus dem 2. Jahrhundert. Eine kleine Anzahl der Sarkophage steht unter den Grundmauern der heutigen Kirche und stützt damit seit Jahrhunderten den aktuellen Bau. In einigen Sarkophagen wurden Schmuck und zum Teil auch menschliche Reste gefunden. Gruppenführungen durch das Gräberfeld werden auf Anfrage vom Bischöflichen Dom- und Diözesanmuseum durchgeführt.
Die Aufsichts- und Dienstleistungs-Direktion (ADD) hat im Frühjahr 2010 einen Erweiterungsbau für das Amt für soziale Angelegenheiten (AsA) in unmittelbarer Nähe der ehemaligen Abteikirche St. Maximin genehmigt.

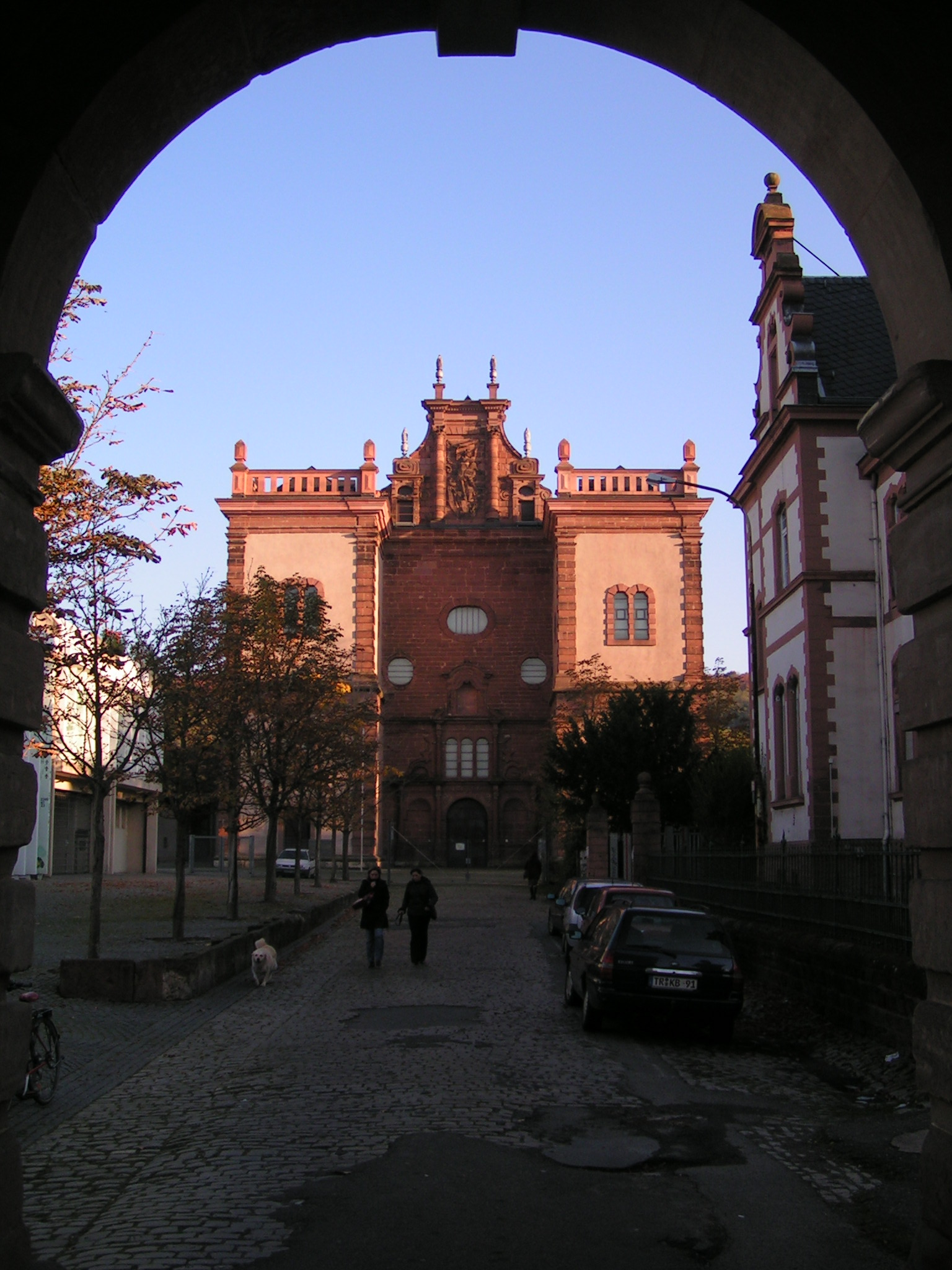
Frontansicht
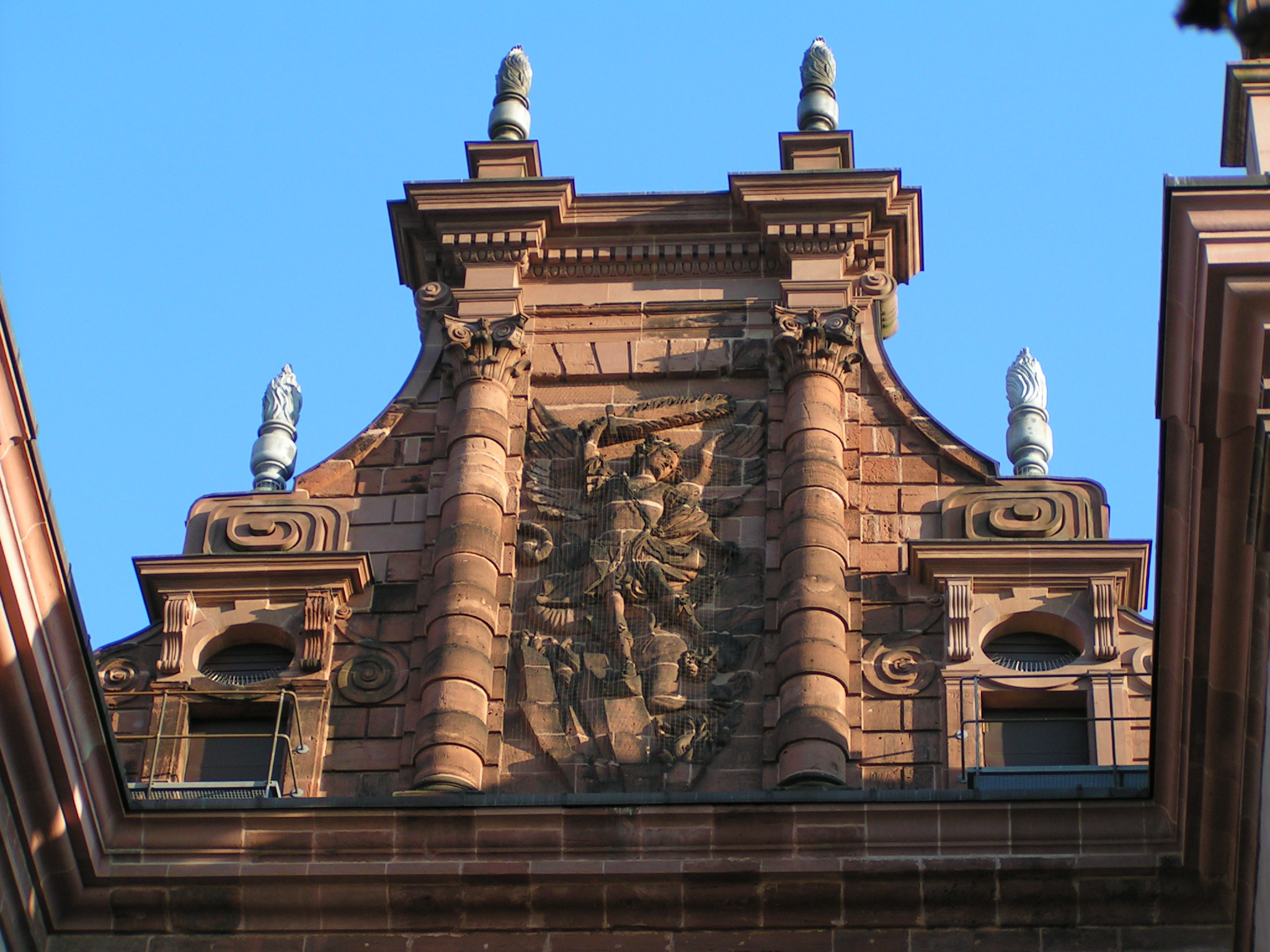
Detailaufnahme Westfassade
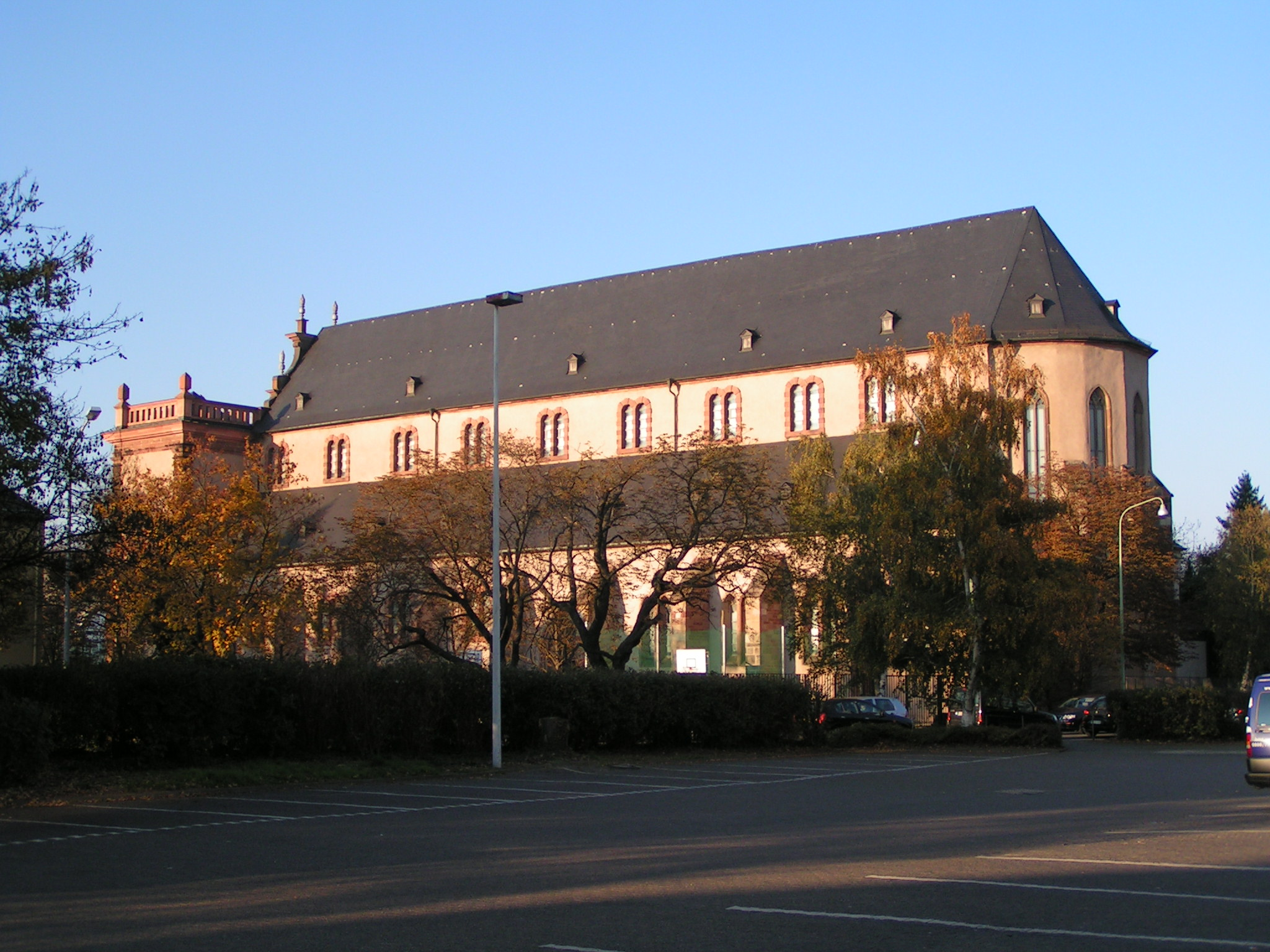
Ansicht von Südosten
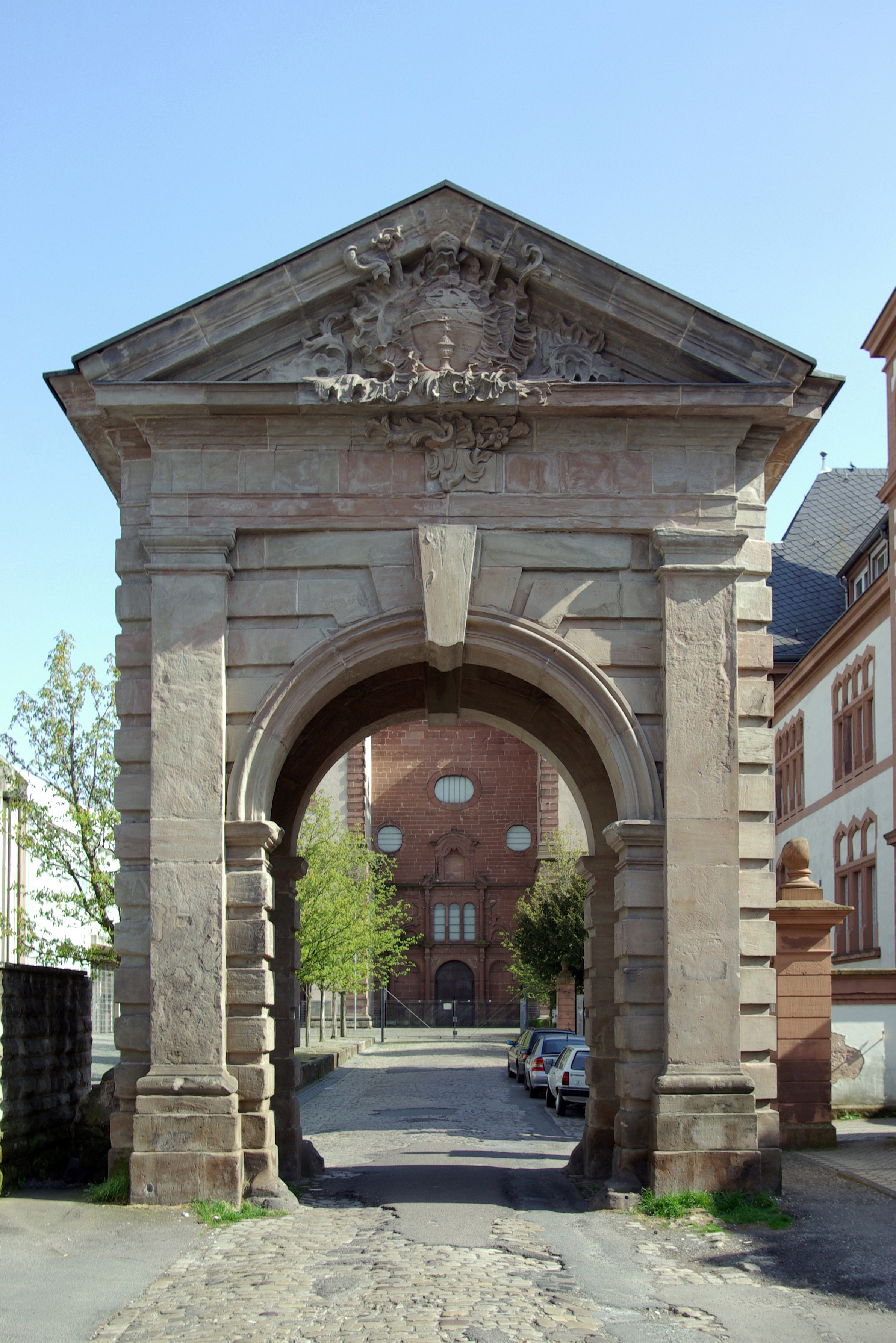
Ehemaliges Portal